# Manoncourt-en-Woëvre
 Manoncourt-en-Woëvre  là một xã của tỉnh Meurthe-et-Moselle, thuộc vùng Grand Est, đông bắc nước Pháp. Xã này nằm ở khu vực có độ cao trung bình 223 mét trên mực nước biển.